# Seznam nejvyšších budov v Sydney

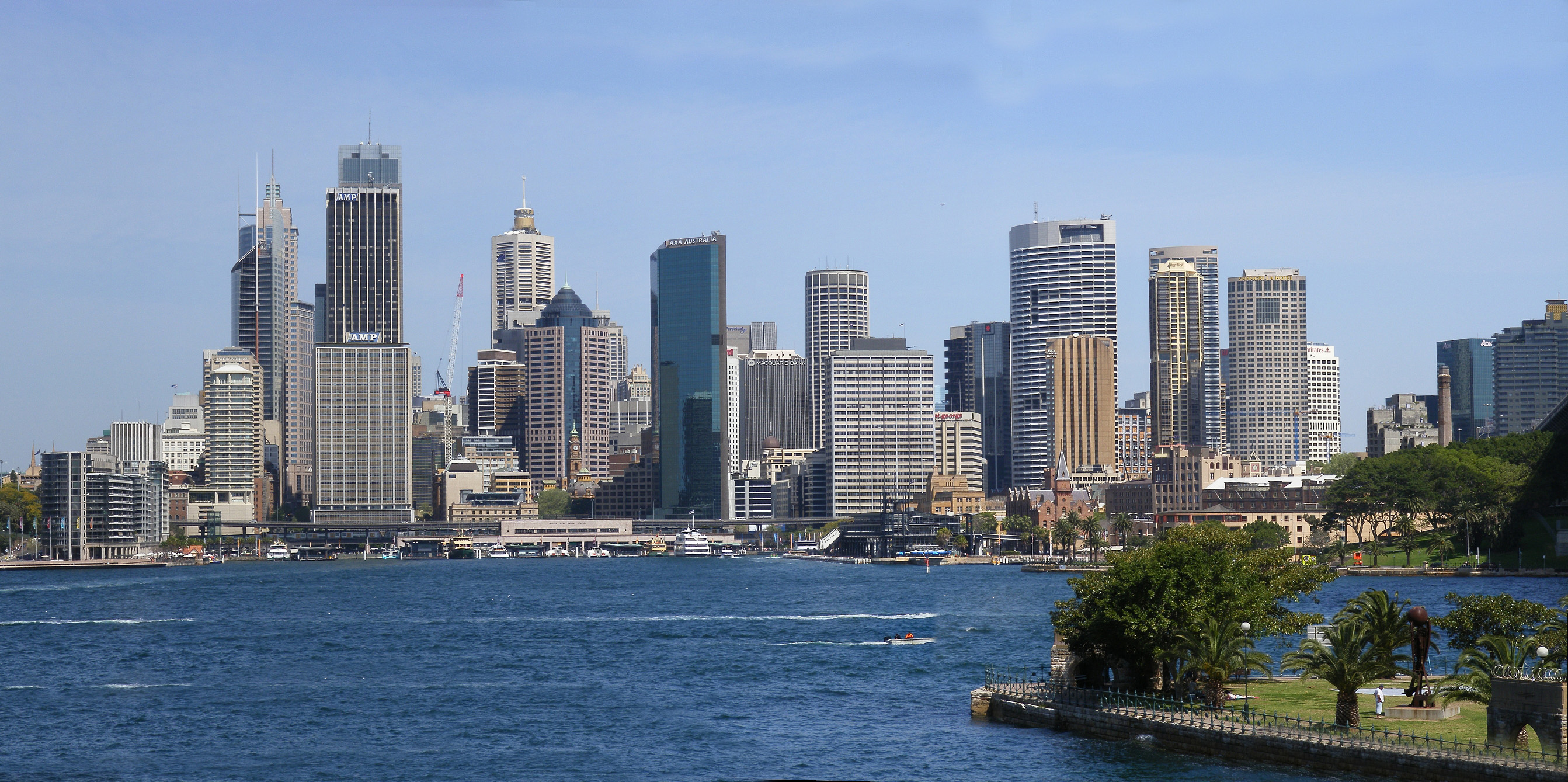
Centrum města

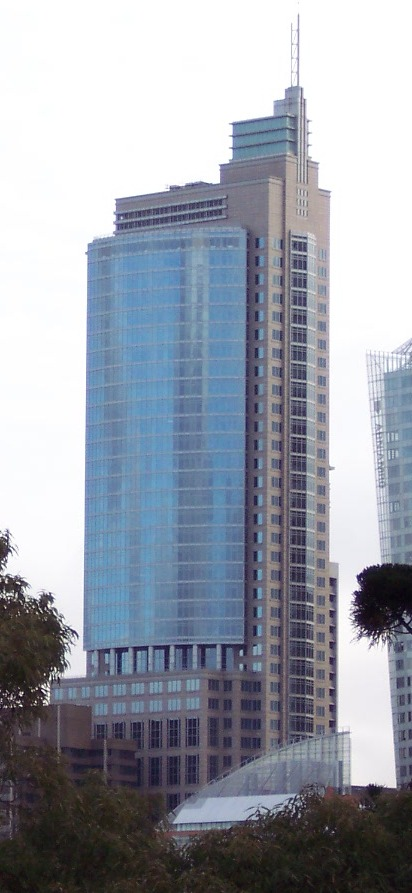
Chifley Tower - nejvyšší budova

## Dokončené budovy
Seznam 20 nejvyšších dokončených budov v australském Sydney. Platný v roce 2010.
| Pořadí  | Název                  | Výška [m] | Podlaží | Rok dokončení |
| ------- | ---------------------- | --------- | ------- | ------------- |
| 1       | Chifley Tower          | 244       | 53      | 1992          |
| 2       | Citigroup Centre       | 243       | 50      | 2000          |
| 3       | Deutsche Bank Place    | 240       | 39      | 2005          |
| 4       | World Tower            | 230       | 73      | 2004          |
| 5       | MLC Centre             | 228       | 60      | 1977          |
| 6       | Governor Phillip Tower | 227       | 54      | 1993          |
| 7       | Ernst & Young Tower    | 222       | 45      | 2004          |
| 8       | Aurora Place           | 219       | 41      | 2001          |
| 9       | Suncorp Place          | 193       | 42      | 1982          |
| 10      | AMP Centre             | 188       | 45      | 1976          |
| 11 - 12 | Century Tower          | 183       | 50      | 1997          |
| 11 - 12 | Capita Centre          | 183       | 34      | 1989          |
| 13      | Grosvenor Place        | 180       | 45      | 1988          |
| 14 - 15 | Meriton Tower          | 170       | 48      | 2006          |
| 14 - 15 | Australia Square Tower | 170       | 46      | 1967          |
| 16 - 18 | The Peak               | 166       | 46      | 1996          |
| 16 - 18 | Westpac Towers         | 166       | 40      | 2005          |
| 16 - 18 | 1 O'Connell Street     | 166       | 34      | 1991          |
| 19 - 20 | Gateway Plaza          | 164       | 46      | 1989          |
| 19 - 20 | 201 Elizabeth Street   | 164       | 40      | 1978          |